# Azandarīān
Azandarīān (persiska: اَزَندَريان, اَزَندَريّان, اَزَن دَريان, ازندریان) är en ort i Iran.   Den ligger i provinsen Hamadan, i den nordvästra delen av landet, 280 km sydväst om huvudstaden Teheran. Azandarīān ligger 1 779 meter över havet och antalet invånare är 8 685.
Terrängen runt Azandarīān är kuperad åt nordost, men åt sydväst är den platt. Runt Azandarīān är det ganska tätbefolkat, med 104 invånare per kvadratkilometer. Azandarīān är det största samhället i trakten. Trakten runt Azandarīān består i huvudsak av gräsmarker.